# نوکراسی
نوکراسی یا حکومت عقلا (از واژه یونانی noucracy (IPA: 'noʊˈɒkrəsiˈ) که در آن nگous به معنای «عاقل» و کراتوس به معنای «حکومت» بنابراین «حکومت عقلا») شکلی از حکومت است که در آن تصمیم‌گیری توسط افراد عاقل انجام می‌شود. این ایده توسط فیلسوفان مختلفی مانند افلاطون، گوتاما بودا و کنفوسیوس ارائه شده‌است.

## وجه تسمیه
ابن کلمه از یونانی nous , Gen. noos (νους) به معنای «عقل» یا «عقل» و «کراتوس» (κράτος «اقتدار» یا «قدرت» است.

## توسعه
یکی از اولین تلاش‌ها برای پیاده‌سازی چنین نظام سیاسی شاید فیثاغورث «شهر خردمندان» بود که او قصد داشت به همراه پیروانش در ایتالیا بسازد.
شهری که افلاطون در قوانین توصیف کرده‌است به عنوان تلاشی برای نوکراسی توصیف شده‌است.
در تاریخ مدرن، مفاهیم مشابهی توسط ولادیمیر ورنادسکی معرفی شد که از این اصطلاح استفاده نکرد، بلکه از اصطلاح «نووسفر» استفاده کرد.
میخائیل اپشتاین نوکراسی را اینگونه تعریف می‌کند: "ماده فکری جرم خود را در طبیعت افزایش می دهد و ژئو و بیوسفر به نووسفر تبدیل می شود، آینده بشریت را می توان به عنوان نوکراسی تصور کرد؛ این قدرت عقل جمعی خواهد بود، نه افرادی خاص که نماینده گروه های اجتماعی یا کل جامعه هستند".

## استدلال‌های نوکراسی

### بی‌منطقی رای‌دهندگان
طرفداران نظریه نوکراتیک به تجربیاتی اشاره می‌کنند که نشان می‌دهد رأی دهندگان در دموکراسی‌های مدرن عمدتاً ناآگاه، نادرست و غیرمنطقی هستند؛ بنابراین، مکانیسم یک نفر و یک رای پیشنهاد شده توسط دموکراسی نمی‌تواند برای ایجاد نتایج سیاست کارآمد مورد استفاده قرار گیرد، که برای آن انتقال قدرت به یک گروه کوچکتر، آگاه و منطقی مناسب تر است. غیرمنطقی بودن رأی دهندگان ذاتی در دموکراسی‌ها را می‌توان با دو الگوی رفتاری و شناختی عمده توضیح داد. اولاً، اکثر رأی دهندگان فکر می‌کنند که سهم حاشیه ای رأی آنها تأثیری بر نتایج انتخابات نخواهد داشت؛ بنابراین اطلاع‌رسانی در مورد مسائل سیاسی را مفید نمی‌دانند. به عبارت دیگر، با توجه به زمان و تلاش لازم برای کسب اطلاعات جدید، رأی دهندگان عقلاً ترجیح می‌دهند ناآگاه بمانند. علاوه بر این، نشان داده شده‌است که اکثر شهروندان اطلاعات سیاسی را به روش‌های عمیقاً جانبدارانه، جانبدارانه و با انگیزه پردازش می‌کنند تا به روش‌های بی‌علاقه و منطقی. این پدیده روانی باعث می‌شود رای‌دهندگان به شدت خود را با یک گروه سیاسی خاص شناسایی کنند، به‌طور خاص شواهدی برای حمایت از استدلال‌های همسو با تمایلات ایدئولوژیکی ترجیحی خود بیابند و در نهایت با سطح بالایی از سوگیری رأی دهند.

### حساسیت دموکراسی به سیاست‌های بد
رفتارهای سیاسی غیرمنطقی رای‌دهندگان، آنها را از انتخاب‌های حساب شده و انتخاب پیشنهادهای سیاستی درست بازمی‌دارد. از سوی دیگر، بسیاری از آزمایش‌های سیاسی نشان داده‌اند که با کسب اطلاعات بیشتر، رأی‌دهندگان از سیاست‌های بهتر حمایت می‌کنند و نشان می‌دهد که کسب اطلاعات تأثیر مستقیمی بر رأی‌گیری منطقی دارد. علاوه بر این، حامیان نوکراسی خطر بزرگتری را در این واقعیت می‌بینند که سیاستمداران در واقع ترجیح می‌دهند تصمیمات سیاسی شهروندان را برای پیروزی در انتخابات و تثبیت قدرت خود بدون توجه خاص به محتوا و نتایج بعدی این سیاست‌ها اجرا کنند. در دموکراسی‌ها، مشکل این است که رای‌دهندگان مستعد اتخاذ تصمیمات سیاسی بد هستند و بنابراین سیاستمداران به دلیل منافع شخصی برای اجرای این سیاست‌ها تشویق می‌شوند؛ بنابراین، نوکرات‌ها استدلال می‌کنند که محدود کردن قدرت رأی شهروندان به منظور جلوگیری از نتایج بد سیاست منطقی است. نوکراسی هنوز یک کد رفتاری برای دنبال کردن ابتکارات بشردوستانه دارد.

### استفاده از تخصص برای نتایج کارآمد
به عقیده نوکرات‌ها، با توجه به ماهیت پیچیده تصمیم‌گیری‌های سیاسی، منطقی نیست که فرض کنیم یک شهروند دانش لازم را برای تصمیم‌گیری در مورد ابزارهای دستیابی به اهداف سیاسی خود دارد. به‌طور کلی، کنش‌های سیاسی مستلزم دانش علمی اجتماعی فراوانی از حوزه‌های مختلف مانند اقتصاد، جامعه‌شناسی، روابط بین‌الملل و سیاست عمومی است. با این حال، یک رای‌دهنده معمولی به سختی در هر یک از آن زمینه‌ها به اندازه کافی متخصص است تا بتواند تصمیم بهینه بگیرد. برای پرداختن به این موضوع، کریستیانو یک سیستم حاکم بر اساس تقسیم کار سیاسی را پیشنهاد می‌کند که در آن شهروندان دستور کار بحث‌های سیاسی را تعیین می‌کنند و اهداف جامعه را تعیین می‌کنند، در حالی که قانون‌گذاران مسئول تصمیم‌گیری در مورد ابزار دستیابی به این اهداف هستند. برای نوکرات‌ها، انتظار می‌رود انتقال مکانیسم تصمیم‌گیری به بدنه ای متشکل از بدنه ویژه آموزش دیده، متخصص و با تجربه منجر به نتایج سیاستی برتر و کارآمدتر شود. موفقیت اقتصادی اخیر برخی از کشورها که دارای نوعی عنصر حاکم نوکراسی هستند، مبنای این استدلال خاص به نفع نوکراسی را فراهم می‌کند.
به عنوان مثال، سنگاپور دارای یک سیستم سیاسی است که به نفع شایسته سالاری است. مسیر رسیدن به دولت در سنگاپور به گونه‌ای است که فقط افرادی که مهارت‌های بالاتر از حد متوسط دارند با آزمون‌های سخت‌گیرانه ورودی دانشگاه، فرآیندهای استخدام و غیره شناسایی می‌شوند و سپس به‌دقت آموزش می‌بینند تا بتوانند بهترین راه‌حل‌هایی را که به نفع مردم است ابداع کنند. کل جامعه به قول پدر بنیانگذار این کشور، لی کوان یو، سنگاپور جامعه ای مبتنی بر تلاش و شایستگی است، نه ثروت یا امتیاز بسته به تولد. این سیستم عمدتاً به دلیل اعتقاد شهروندان به این موضوع است که رهبران سیاسی تمایل دارند تا درک بهتری از برنامه‌های بلندمدت کشور نسبت به خودشان داشته باشند؛ بنابراین، از آنجایی که آنها نتایج مثبت سیاست را می‌بینند، به جای شکایت از ابعاد شایسته سالارانه، تمایل به همراهی با سیستم دارند. به عنوان مثال، اکثر شهروندان از دولت خود در سنگاپور تمجید می‌کنند و بیان می‌کنند که توانست سنگاپور را از یک کشور جهان سوم به یک اقتصاد توسعه یافته تبدیل کند و با موفقیت وفاداری شهروندان خود را نسبت به کشور تقویت کرد و مفهوم منحصر به فردی از شهروندی سنگاپور را به وجود آورد. با وجود سطح بالایی از تنوع قومی. به منظور توسعه بیشتر سیستم تکنوکراتیک سنگاپور، برخی از متفکران مانند پاراگ خانا برای این کشور پیشنهاد کرده‌اند که مدلی از تکنوکراسی مستقیم را انطباق دهد، از طریق نظرسنجی‌های آنلاین، همه‌پرسی و غیره از شهروندان خواسته شود تا در موضوعات اساسی مشارکت کنند. برای کمیته ای از کارشناسان برای تجزیه و تحلیل این داده‌ها برای تعیین بهترین مسیر اقدام.

## انتقادات
نوکراسی‌ها، مانند تکنوکراسی‌ها، به‌خاطر ناکامی‌های شایسته‌سالارانه، مانند حمایت از طبقه حاکم اشرافی غیر برابری‌خواه مورد انتقاد قرار گرفته‌اند. برخی دیگر از آرمان‌های دموکراتیک تر به عنوان مدل‌های معرفتی بهتری از قانون و سیاست حمایت کرده‌اند. انتقادات نوکراسی اشکال مختلفی دارد که دو مورد از آنها بر کارآمدی نوکراسی‌ها و قابلیت سیاسی آنها متمرکز است.
انتقاد از نوکراسی در همه اشکال آن - از جمله تکنوکراسی، شایسته سالاری، و اپیستوکراسی (محور کتاب پر استناد جیسون برنان) - از حمایت از دموکراسی مستقیم تا تغییرات پیشنهادی در توجه ما به نمایندگی در دموکراسی. هلن لندمور، نظریه‌پرداز سیاسی، در حالی که استدلال می‌کند که نمایندگان به‌طور مؤثر قوانینی را وضع کنند که برای سیاست مهم است، مفاهیمی از نمایندگی را مورد انتقاد قرار می‌دهد که به‌ویژه هدفشان حذف مردم از فرایند تصمیم‌گیری و در نتیجه بی‌ثبات کردن قدرت سیاسی آنهاست. نوکراسی، به‌ویژه آن‌طور که در کتاب «علیه دموکراسی» جیسون برنان تصور می‌شود، به‌طور خاص هدفش جدا کردن مردم از تصمیم‌گیری بر اساس دانش فوق‌العاده مقاماتی است که احتمالاً تصمیم‌های برتر را نسبت به مردم عادی می‌گیرند.

### نوکراسی به عنوان ضد دموکراتیک
معرفت‌شناسی جیسون برنان، به‌طور خاص، با دموکراسی و با معیارهای معینی برای دموکراسی‌هایی که نظریه پردازان پیشنهاد کرده‌اند، در تضاد است. پلی‌ارشی رابرت دال قوانین خاصی را برای دموکراسی‌ها تعیین می‌کند که بر بسیاری از مردم حکومت می‌کنند و حقوقی را که باید به شهروندان اعطا شود. تقاضای او مبنی بر عدم توجه تبعیض آمیز دولت به ترجیحات اعضای اصلی دولت، با طرح‌های معرفتی «حق رای محدود» و «رای‌گیری چندگانه» برنان خلاصه می‌شود. در فصل هشتم کتاب خود، برنان سیستمی از قدرت رأی‌گیری درجه‌بندی شده را مطرح می‌کند که به افراد بر اساس سطوح تحصیلی ثابت به دست آمده، رأی بیشتری می‌دهد، با تعداد آرای اضافی اعطا شده به یک شهروند فرضی در هر سطح، از شانزده سالگی تا تکمیل شدن. دبیرستان، لیسانس، فوق لیسانس و غیره. دال نوشت، با این حال، هر دموکراسی که بر گروه بزرگی از مردم حکومت می‌کند، باید «منابع اطلاعاتی جایگزین» را بپذیرد و تأیید کند. اعطای اختیارات کامل شهروندی بر اساس سیستمی مانند تحصیلات رسمی، راه‌های دیگری را که مردم می‌توانند از اطلاعات استفاده کنند، در نظر نمی‌گیرد، استدلالی است که معمولاً مورد استناد قرار می‌گیرد، و همچنان از توجه به افراد بی سواد در یک گروه اجتناب می‌کند.

### ناکارآمدی کارشناسان
نوکراسی همچنین به دلیل ادعای کارآمدی خود مورد انتقاد قرار می‌گیرد. برنان می‌نویسد که یکی از دلایل متعددی که نمی‌توان به مردم عادی برای تصمیم‌گیری برای دولت اعتماد کرد این است که استدلال عموماً انگیزه دارد و بنابراین، مردم بر اساس ارتباط خود با کسانی که این اقدامات را پیشنهاد می‌کنند و حمایت می‌کنند تصمیم می‌گیرند از چه سیاست‌هایی حمایت کنند. بر اساس آنچه مؤثرتر است. او افراد واقعی را با آتشفشان فوق‌العاده معقولی که در سراسر کتاب از آن یاد می‌کند، مقایسه می‌کند. این ولکان نشان دهنده پادشاه فیلسوف افلاطون و به معنای واقعی تر، نخبگان دانشگاهی است که مایکل یانگ در مقاله خود به نام «ظهور شایسته سالاری» به طنز پرداخت.
نظریه پردازان سیاسی مدرن لزوماً دیدگاه مغرضانه در سیاست را تقبیح نمی‌کنند، اگرچه این سوگیری‌ها آن طور که معمولاً در نظر گرفته می‌شوند، نوشته نشده‌اند. پروفسور لندمور از وجود تنوع شناختی استفاده می‌کند تا استدلال کند که هر گروهی از مردم که تنوع زیادی را در رویکردهای خود به حل مسئله (شناخت) نشان می‌دهند، نسبت به گروه‌هایی که چنین نیستند، احتمال موفقیت بیشتری دارند. او با استفاده از مثالی از یک کارگروه نیوهیون متشکل از شهروندان خصوصی با مشاغل مختلف، سیاستمداران و پلیس که نیاز به کاهش جرم و جنایت بر روی یک پل بدون روشنایی داشتند، و همه آنها از جنبه‌های مختلف تجربیات خود برای کشف استفاده کردند، نظر خود را بیشتر نشان می‌دهد. راه حل نصب لامپ‌های خورشیدی روی پل بود. این راه حل مؤثر ثابت شده‌است، به طوری که از زمان نصب لامپ تا نوامبر ۲۰۱۰، حتی مورد سرقت هم گزارش نشده‌است. استدلال او عمدتاً در رد اصول نوکراتیک نهفته‌است، زیرا آنها از افزایش مهارت حل مسئله یک استخر متنوع استفاده نمی‌کنند، در حالی که نظام سیاسی به عنوان مناظره بین نخبگان به تنهایی، و نه مناظره بین کل دولت است.
از نظر برخی نظریه پردازان، نوکراسی مبتنی بر خیالی است که ساختارهای فعلی قدرت نخبگان را حفظ می‌کند، در حالی که ناکارآمدی خود را حفظ می‌کند. کالب کرین در نوشتن برای نیویورکر اشاره می‌کند که نمی‌توان گفت که آتشفشان‌هایی که برنان آنها را ستایش می‌کند واقعاً وجود دارند. کرین به مطالعه‌ای اشاره می‌کند که در کتاب برنان آمده‌است که نشان می‌دهد حتی کسانی که ثابت کرده‌اند مهارت‌های فوق‌العاده‌ای در ریاضیات دارند، اگر استفاده از آن‌ها باور سیاسی از قبل خود را تهدید کند، از آن مهارت‌ها استفاده نمی‌کنند. در حالی که برنان از این مطالعه برای نشان دادن اینکه قبیله گرایی سیاسی در همه مردم ریشه عمیقی دارد، استفاده کرد، کرین از این مطالعه استفاده کرد تا ماهیت یک نهاد معرفتی را زیر سؤال ببرد که می‌تواند با توجه بیشتر به دانش و حقیقت نسبت به شهروندان عادی سیاست گذاری کند. به نظر بسیاری، تنها راه تصحیح آن، گسترش دایره مشورت است (همان‌طور که در بالا مورد بحث قرار گرفت) زیرا تصمیمات سیاستی که با نظرات و تأیید بیشتر مردم گرفته می‌شوند، طولانی‌تر هستند و حتی موافقت کارشناسان را نیز به همراه دارند.
دیوید استلوند، نظریه‌پرداز سیاسی، با مشاجره پیرامون استدلال آن تصمیم‌های سیاسی، آنچه را یکی از استدلال‌های اصلی علیه معرفت‌شناسی می‌دانست، مطرح کرد. - تعصب در انتخاب رای‌دهندگان ترس او از این بود که روش انتخاب رای‌دهندگان و تعداد آرای رای‌دهندگان ممکن است به گونه ای مغرضانه باشد که مردم قادر به شناسایی آن نبوده و بنابراین نمی‌توانند آن را اصلاح کنند. حتی جنبه‌های شناخته‌شده شیوه‌های انتخاب رأی‌دهندگان باعث نگرانی بسیاری از نظریه‌پردازان می‌شود، زیرا هم برنان و هم کایرن خاطرنشان می‌کنند که اکثریت زنان سیاه‌پوست فقیر از قانون حق رای حذف می‌شوند و در معرض خطر این هستند که نیازهایشان حتی کمتر از آنچه که در حال حاضر هستند ارائه شود.

### رد بی‌عدالتی جمعیتی نوکراسی
طرفداران دموکراسی تلاش می‌کنند نشان دهند که نوکراسی ذاتاً از دو بعد ناعادلانه است و ناعادلانه بودن و نتایج بد آن را بیان می‌کنند. اولی بیان می‌کند که از آنجایی که افراد با سطوح درآمدی و سوابق تحصیلی متفاوت دسترسی نابرابر به اطلاعات دارند، بدنه قانونگذاری معرفتی به‌طور طبیعی از شهروندانی با وضعیت اقتصادی بالاتر تشکیل می‌شود و بنابراین نمی‌تواند به‌طور یکسان جمعیت‌های مختلف جامعه را نمایندگی کند. بحث اخیر در مورد نتایج سیاست است. از آنجایی که یک نمایندگی بیش از حد جمعیتی و نمایندگی کم در بدنه نوکرات وجود خواهد داشت، این سیستم نتایج ناعادلانه ای را به همراه خواهد داشت که به نفع گروه دارای مزیت جمعیتی است. برنان از نوکراسی در برابر این دو انتقاد دفاع می‌کند و منطقی برای نظام ارائه می‌دهد.
برنان به عنوان رد استدلال ناعادلانه ارائه شده توسط دموکرات‌ها استدلال می‌کند که رای‌دهندگان در دموکراسی‌های مدرن از نظر جمعیتی نیز نامتناسب هستند. بر اساس مطالعات تجربی، نشان داده شده‌است که رای‌دهندگانی که از پس زمینه‌های ممتاز، مانند مردان سفیدپوست، میانسال و با درآمد بالاتر آمده‌اند، تمایل به رأی دادن با نرخ بالاتری نسبت به سایر گروه‌های جمعیتی دارند. اگرچه به‌طور رسمی هر گروهی با فرض یک رای حق رای یکسانی دارند، رویه‌های عملی نشان می‌دهد که افراد ممتاز تأثیر بیشتری بر نتایج انتخابات دارند. در نتیجه نمایندگان با جمعیت‌شناسی جامعه همخوانی نخواهند داشت که دموکراسی در عمل برای آن ناعادلانه به نظر می‌رسد. با حق نوع نوکراسی، اثر ناعادلانه در واقع می‌تواند به حداقل برسد. برای مثال، قرعه‌کشی حق رای، که در آن یک منتخب قانون‌گذار به‌طور تصادفی از طریق قرعه‌کشی انتخاب می‌شود، و سپس انگیزه لازم برای رسیدگی به مسائل سیاسی را به دست می‌آورد، به لطف تصادفی بودن آن، یک روش نمایندگی منصفانه را نشان می‌دهد. برای رد این استدلال، برنان بیان کرد که رأی دهندگان خودخواهانه رأی نمی‌دهند. به عبارت دیگر، گروه برتر تلاشی برای تضعیف منافع گروه اقلیت ندارد. بنابراین، نگرانی از این که نهادهای نوکراتیک که از نظر جمعیتی بیشتر به سمت گروه مزیت گرایش دارند، به نفع گروه برتر تصمیم‌گیری کنند، با ناموجه هستند. به گفته برنان، نوکراسی می‌تواند به گونه ای خدمت کند که رفاه کل جامعه را بهبود بخشد؛ و نه افراد خاص.